# Лунда
Лунда (балунда) — народ, що проживає на північному сході Анголи, північному заході Замбії та на півдні Демократичної Республіки Конго. Більшість лунда спілкуються мовою лунда. Найбільша частина (бл. 520 тисяч осіб) проживають у Замбії, за іншими даними — у ДР Конго.

## Історія
Народність виникла за часів існування ранньодержавного утворення Лунда наприкінці XVI — початку XIX століття в районі верхньої течії річки Касаї. У період з 1600 до 1750 року групи лунда заснували численні поселення. Держава Лунда складалась з основного адміністративного центру, кільця ближніх провінцій, кільця дальніх провінцій, які сплачували податок, але були автономними, й віддалених сіл, що мали общинну культуру лунда. Таким чином кордони держави визначались у загальних рисах.
У XVII—XIX століттях тривав розвиток торгівлі, лунда експортували рабів і слонову кістку, нове королівство успішно розширяло свої кордони до самого приходу європейців. Балунда активно опирались їхньому проникненню, але були змушені підкоритись, хоч стара знать донині зберігає вплив.

## Традиції
Родини лунда є малими. Переважають шлюби між родичами. Розлучення безболісні. Полігінія існувала тільки у знаті. Жінки мають економічну самостійність.
Традиційне поселення — невелике село кругового плану. Житло — кругла плетена хатина з конічним дахом з пальмових гілок чи соломи.
Одягаються лунда у поясний незшитий одяг з обробленої шкіри (у знаті — з тканини).
Більшість лунда є християнами-католиками. Утім існують і традиційні вірування. Основним серед них є культ природних сил і пращурів.
Зберігається усна історична традиція та фольклор. З прикладних мистецтв розвинуто різьблення деревом, популярними є акробатичні та мімічні танці (мунгонго).

## Основні заняття
Нині лунда в основному займаються землеробством і рибальством. Значної майстерності набуло ковальське ремесло.